# Itapoã (District fédéral)
Pour les articles homonymes, voir Itapoã.
Itapoã est une région administrative du District fédéral au Brésil.